# Elisa Cornelis Unico van Doorn
Jhr. Elisa Cornelis Unico van Doorn (Oisterwijk, 13 oktober 1799 – Maarn, 2 augustus 1882) was een bestuurder en politicus.

## Persoonlijk leven
Hij was een zoon van Jan Godard van Doorn (1770-1831), officier, en L.F.C. Verster de Balbian (1773-1856). Hij trouwde in 1824 met Judith Vrolijk (1803-1844) met wie hij drie kinderen kreeg. Hij hertrouwde in 1846 met Rudolphine Weerts (1817-1895) met wie hij nog vijf kinderen kreeg. Hij werd in 1880 in de Nederlandse adel verheven en verkreeg het predicaat jonkheer. Hij werd zo stamvader van het Nederlandse adellijke geslacht Van Doorn (II).

## Loopbaan
Hij was een conservatieve staatsman, die als Tweede Kamerlid in 1853 de regering interpelleerde over het herstel van de bisschoppelijke hiërarchie. Van Doorn werd in het kabinet-Van Hall-Donker Curtius minister van Financiën. Na zijn kortstondige ministerschap werd hij staatsraad en Commissaris des Konings in Utrecht.